# 黃宗槩
黃宗槩（1506年—？），字時節，福建福州府閩縣人，民籍，明朝政治人物。

## 生平
嘉靖十六年（1537年）丁酉科福建鄉試第五十四名舉人。嘉靖十七年（1538年）中式戊戌科會試第二百二十名，登第三甲第七十九名進士。授廣東番禺县知县，二十三年调任缙云县，二十四年十二月选授工科给事中，疏劾工部尚書甘为霖，二十六年十月升礼科右，十二月因交通琉球贡使被下诏狱。

## 家族
曾祖黃誠；祖父黃垕慶；父黃繼魁，母林氏。具庆下。弟黄裳、黄宗器（南京户部主事）、黄宗秩、黄宗侃、黄宗岱。